# Julia Pastrana
Julia Pastrana (1834 i Mexico – 1860 i Moskva) var en mexicansk-indiansk kvinde med sygdommen hypertrikose (hypertrichosis terminalis).
Sygdommen dækkede hende med hår og gjorde hendes ører og næse unaturligt store samt tandsættet meget uregelmæssigt.
Hun viste sig frem på markedspladser i 1800-tallets Europa.
Hendes impresario og senere ægtemand, Theodor Lent, lærte hende at danse og spille musik. Han tog hende med på en verdensomspændende tourné, hvor hun blev omtalt som "Den skæggede og behårede dame". Desuden lærte hun at læse og skrive tre sprog.
Under en tourné i Moskva, da Pastrana og Lent var blevet mand og kone, blev Julia Pastrana gravid og fødte den 20. marts 1860 en søn, der også havde hypertrikose. Hun døde som følge af den komplicerede fødsel, og sønnen døde tre dage efter fødslen.
Tabet af hustruen fik dog ikke Lent til at standse tournéen. Han kontaktede en russisk professor ved navn Sokoloff og fik sin afdøde kone og barnet mumificeret.
Derpå fandt han sig en ny kone med lignende træk som Julia Pastrana og gav hende kunstnernavnet Zenora Pastrana.
Udover sin nye kone fremviste han også mumierne, som han havde fået lavet, i glasmontrer.
Da interessen for mumierne havde lagt sig, så publikum ikke noget til dem, før de erhvervet af den norske tivolidirektør Haakon Lund dukkede op i Norge i 1921. Mumierne blev fremvist i Skandinavien og i USA frem til 1970'erne, hvor den norske regering truede med konfiskation i tilfælde af fortsat fremvisning.
Drengemumien gik til grunde i 1976. I 1979 blev mumien af Julia stjålet. Den blev senere fundet igen og solgt til Retsmedicinsk Institut i Oslo, hvor den har været opbevaret siden 1990.